# Juncellus laevigatus
Juncellus laevigatus é uma espécie de planta com flor pertencente à família Cyperaceae. 
A autoridade científica da espécie é (L.) C.B. Clarke, tendo sido publicada em The Flora of British India 6(19): 596. 1893.

## Portugal
Trata-se de uma espécie presente no território português, nomeadamente os seguintes táxones infraespecíficos:
- Juncellus laevigatus subsp. laevigatus - presente no Arquipélago da Madeira. Em termos de naturalidade é nativa da região atrás referida. Não se encontra protegida por legislação portuguesa ou da Comunidade Europeia.